# Молчанова Наталя Вадимівна
Наталія Вадимівна Молчанова (8 травня 1962, Уфа, СРСР — 2 серпня 2015, Ла-Савіна, Форментера, Ібіца, Іспанія) — чемпіонка світу з фрідайвінгу, президент Російської федерації фрідайвінгу.
Наталія Вадимівна — володарка понад 40 світових рекордів. Перша в світі жінка, яка подолала позначку 100 метрів при зануренні в глибину на затримці дихання, а також перша в світі жінка, що затримала подих більш ніж на 9 хвилин.

## Спортивні досягнення

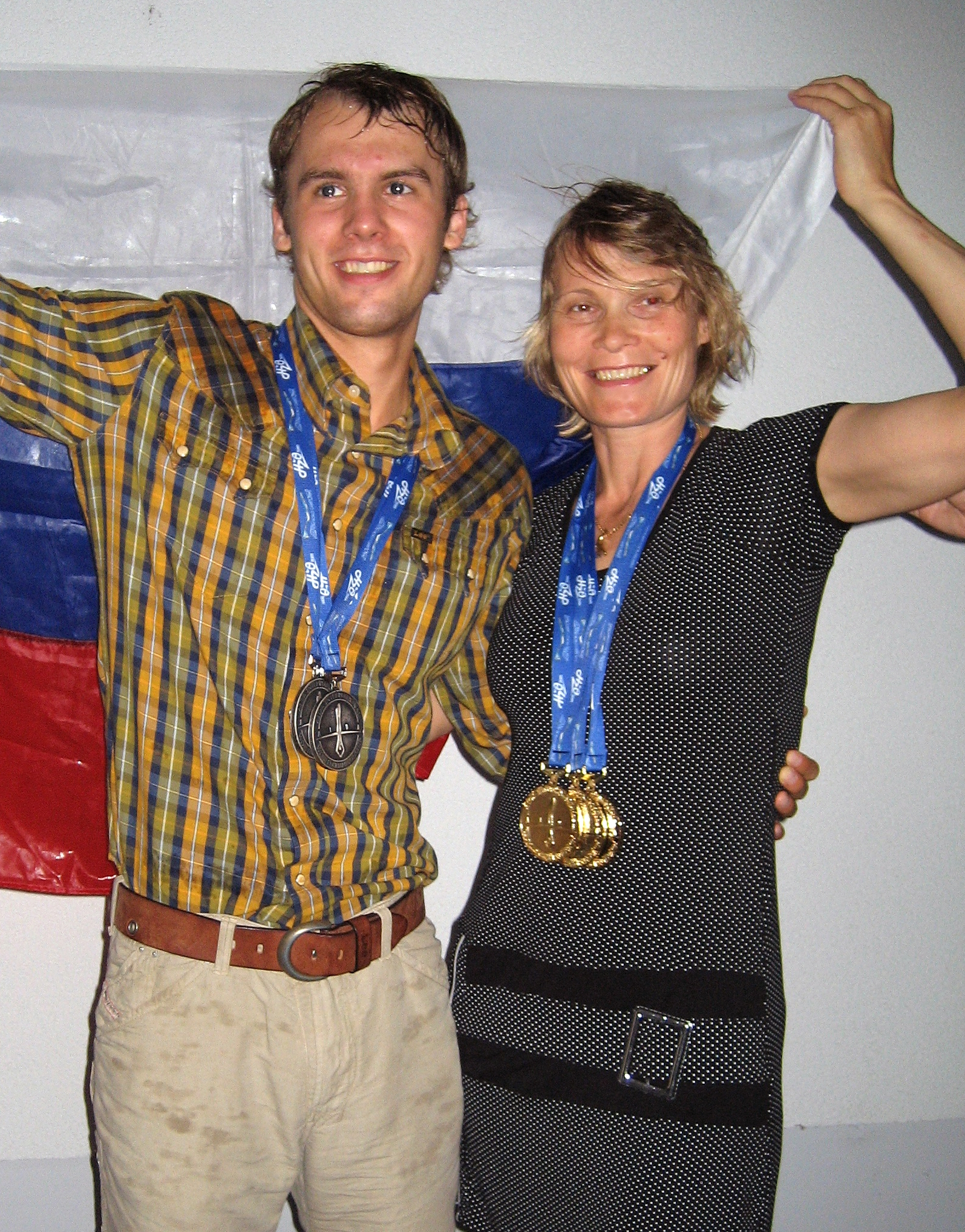
Олексій і Наталя Молчанова, Чемпіонат світу з фрідайвінгу, Словенія, Марібор 2007

Почала займатися фрідайвінгом в 40 років.
Була 22-разовою чемпіонкою світу і володаркою 41 рекорду світу з фрідайвінгу. Наталя мала рекорди в кожній з шести змагальних дисциплін фрідайвінга, а також у дисципліні «змінна вага». Це робило її унікальним спортсменом-універсалом, що відмінно пірнає як в глибину, так і в довжину. Схожих досягнень серед чоловіків досягли лише австрієць Герберт Нич з рекордами у всіх дисциплінах фрідайвінга, а також Олексій Молчанов (син Наталії), що володіє світовими рекордами в пірнанні в довжину і в глибину в ластах.
- Постійна вага : 101 метр. Встановлено 25 вересня 2009 року.
- Вільне занурення: 90 метрів. Встановлено 27 вересня 2009 року.
- 8 травня 2012 року, в день свого 50-річчя, Наталя встановила рекорд з пірнання в глибину без ласт з результатом 66 метрів, побивши рекорд американки Ешлі Футрал-Чепмен, яка встановила рекорд (65 м) за день до цього.
- 6 червня 2012 г. (Єгипет, Шарм-еш-Шейх) Наталія та Олексій Молчанова встановили два світові рекорди з різницею в кілька годин (127m VWT і 125m CWT відповідно).
- Апное в статиці: 9 хвилин 2 секунди. Встановлено на індивідуальному чемпіонаті світу з фрідайвінгу (Сербія, Белград, 21-30 червня 2013 року).
- Апное в динаміці, без ласт: 182 метра. Встановлено на індивідуальному чемпіонаті світу з фрідайвінгу (Сербія, Белград, 21-30 червня 2013 року).
- Постійна вага, без ласт: 70 метрів. Встановлено 15 травня 2014 року в Дахабі, Єгипет[4].

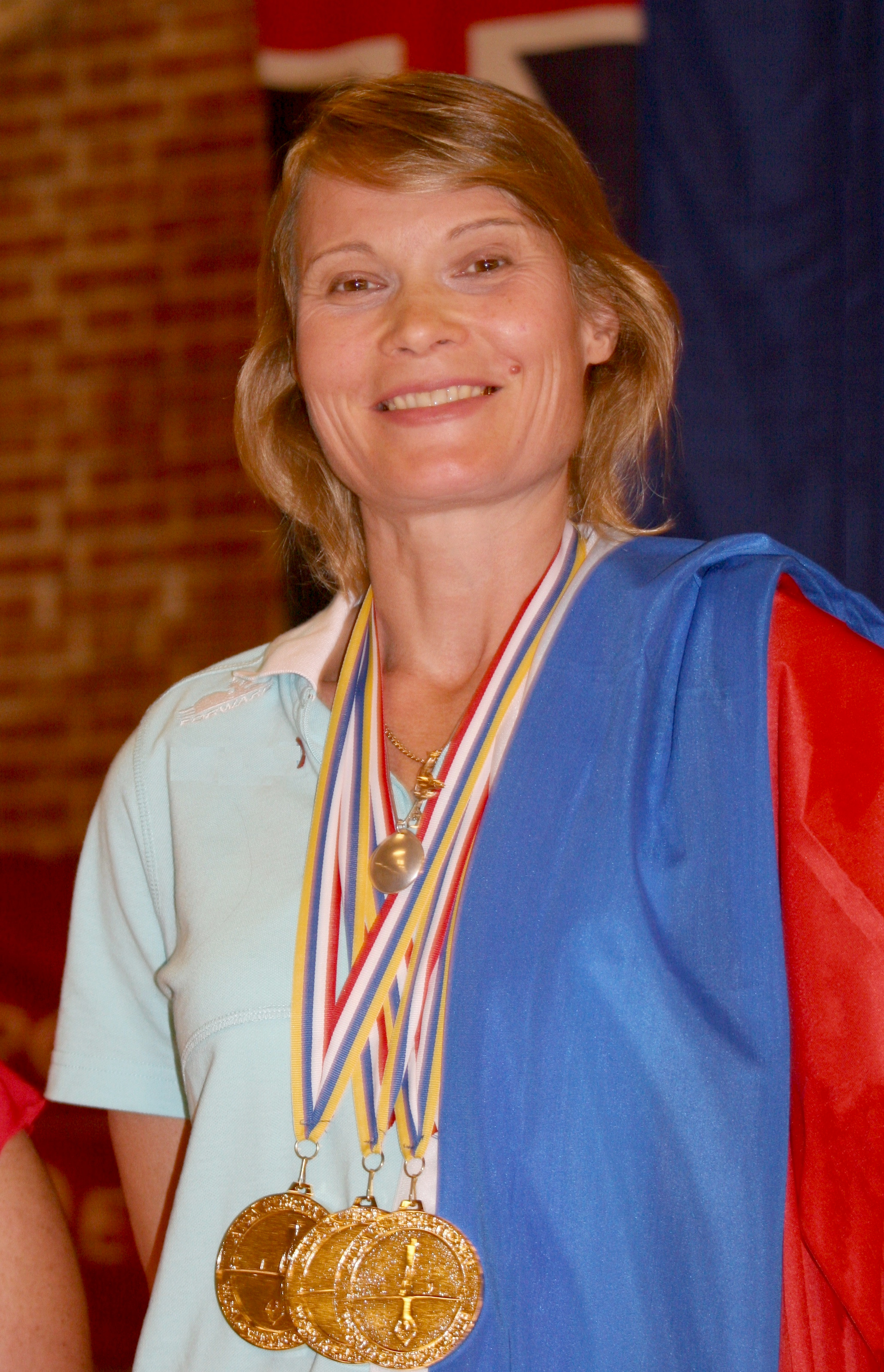
Danmark, Aarhus, 5th Individual freediving World Championship

- Danmark, Aarhus, 5th Individual freediving World Championship Апное в динаміці: 237 метрів. Встановлено на командному Чемпіонаті світу з фрідайвінгу (Сардинія, Італія, 26 вересня 2014 року).

## Подолання арки дахабського Блю Хола
Наталія Молчанова та її син Олексій — перші росіяни, що пронирнули арку Блакитна діра на одному вдиху, в тому числі й спільно. Наталя — перша жінка в світі, яка здійснила прохід арки на одному вдиху.

## Наукова та викладацька діяльність
Крім успіхів в спорті, була кандидатом педагогічних наук і доцентом кафедри теорії та методики прикладних видів спорту і екстремальної діяльності РГУФКСіТ.
Була автором 8-и науково-дослідних статей, 2-х навчально-методичних посібників, підручника з теорії та методики фрідайвінга, а також навчальної програми з навчання пірнання з затримкою дихання і підготовки фрідайверів-спортсменів.

## Загибель
Пропала безвісти 2 серпня 2015 року під час занурення біля острова Ібіца. Під час занять фрідайвінгом Наталія Молчанова відірвалася від своїх напарників, потрапивши, як видно, в сильну підводну течію при зануренні із затримкою дихання на 30-40 метрів. Фрідайвери, що знаходилися у воді, і люди на катері бачили момент її спливання приблизно в 60 метрах від місця початку занурення, після чого Наталя швидко зникла під водою. Спроби її негайного виявлення з катера або силами нирців виявилися безрезультатними. Подальші пошуки проводилися в світлий час доби в той день і в наступні. За інформацією трьох її напарників, Наталія зникла приблизно в двох милях на північний захід від порту Ла-Савіна і пляжу Поньенте. Нещасний випадок стався поза рамками офіційних тренувань або змагань і не був пов'язаний з процесом навчання.
4 серпня 2015 року Наталя Молчанова була визнана загиблою.
За повідомленням властей Іспанії пошуки тіла було припинено 7 серпня.

## Фільми та відеокліпи
Наталя — автор декількох фільмів і відеокліпів про фрідайвінг.
Фільми:
- Фільм «Грані фрідайвінга» (2006)
- Навчально-методичний посібник «Основи фрідайвінга» (2008).
- Навчально-методичний фільм «Техніка пірнання під фрідайвінг» (2009).
- Фільм «Один вдих» (2019) режисер Олена Хазанова

Відеокліпи:
- Занурення (2004)
- Політ (2005)
- Танці під музику душі (2007)
- Фрідайвінг по-російськи (2007)
- Ілюзії (2007)
- Глибина (2008)

## Інтерв'ю

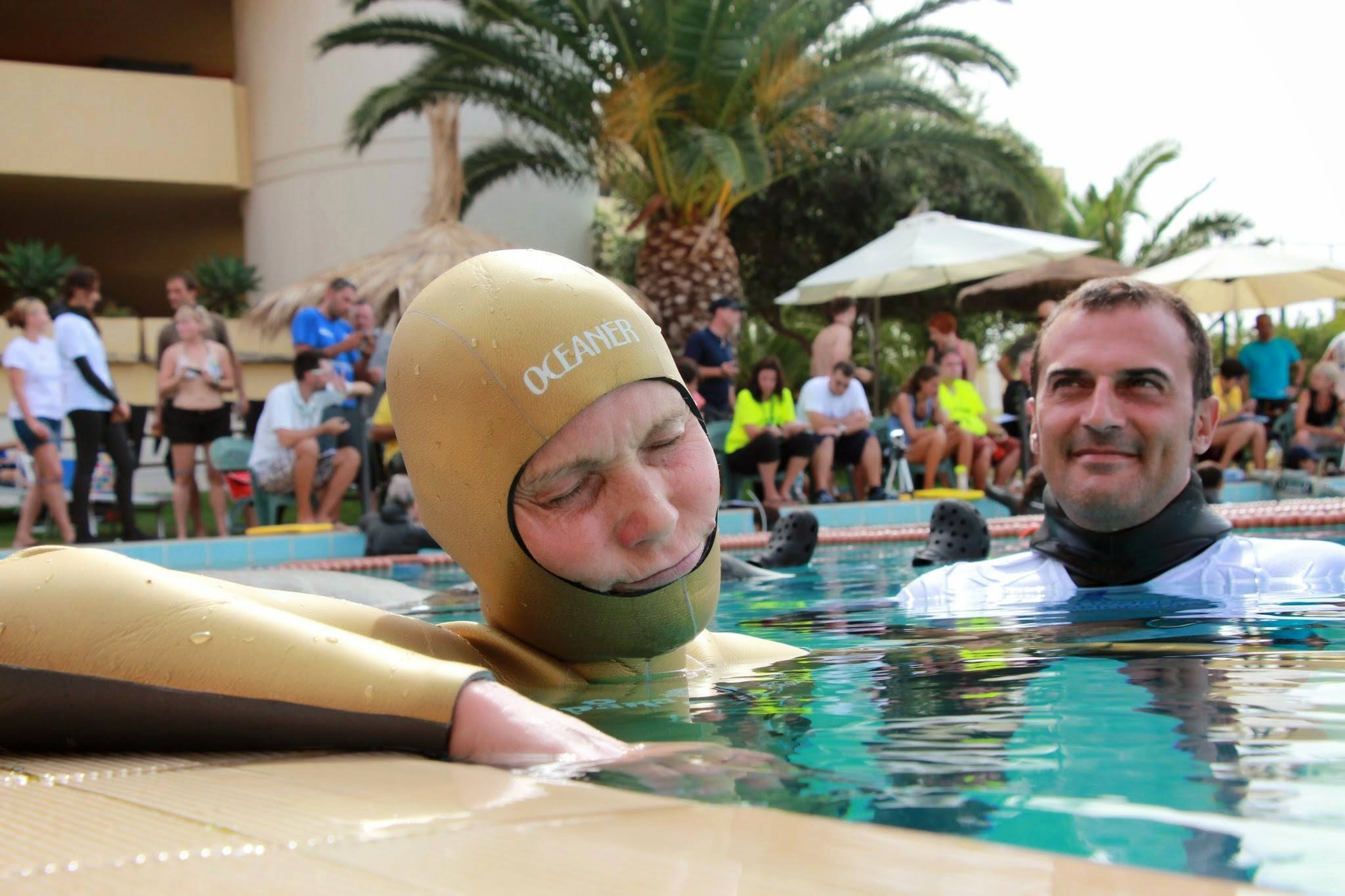
Чемпіонат світу з фрідайвінгу в командному заліку. Італія. Сардинія 2014 р Розминочна серія статичного апное перед стартом. Фото Олександра Аківіса.

- Чемпіонат світу з фрідайвінгу в командному заліку. Італія. Сардинія 2014 р Розминочна серія статичного апное перед стартом. Фото Олександра Аківіса.  Інтерв'ю Н. В. Молчанової з Ілоною Коротаєвою. Фрідайвінг: Розслабтеся і отримайте задоволення! [Архівовано 31 січня 2020 у Wayback Machine.] Комсомольська правда, 06.02.2008.